# Église vieille-orthodoxe pomore de Biélorussie

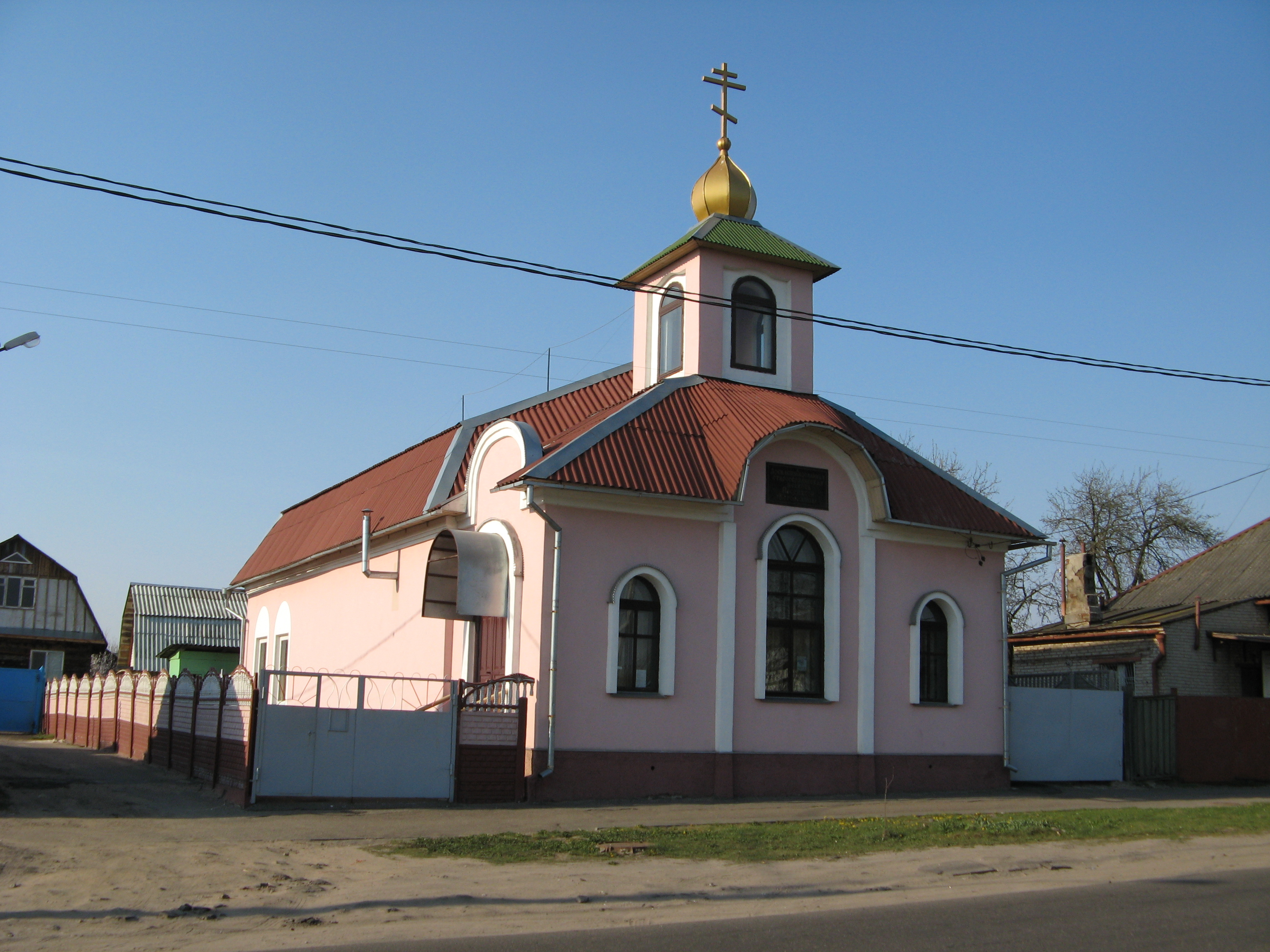
Église de Babrouïsk (région de Mahiliow)

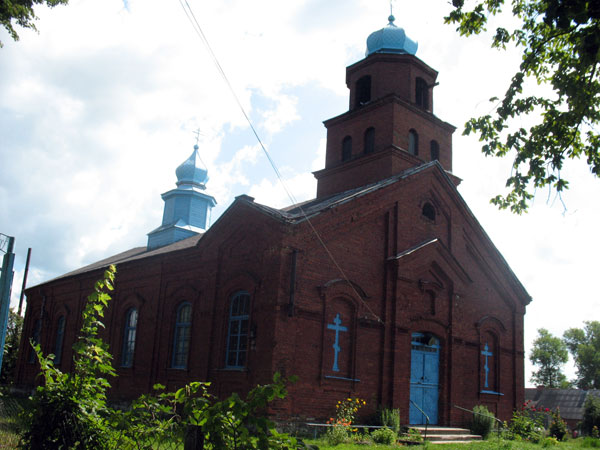
Église de Vidzy (région de Vitebsk)

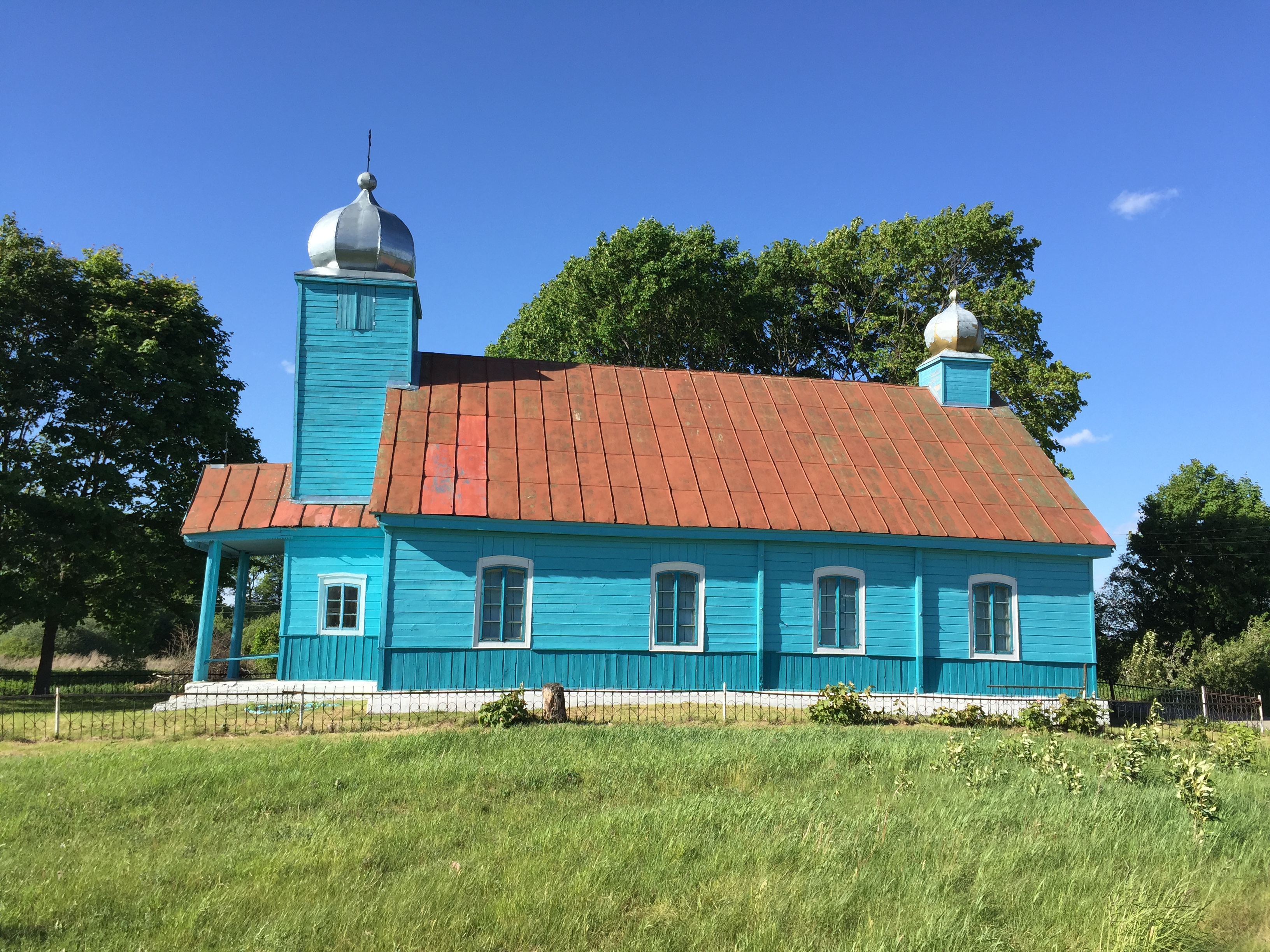
Église d'Apidamy (région de Vitebsk)

L'Église vieille-orthodoxe pomore de Biélorussie (en biélorusse : Дрэўлеправаслаўная Паморская Царква у Беларусі, en russe : Древлеправославная Поморская Церковь Белоруси) est la plus importante des dénominations non presbytériennes (« sans prêtres ») des orthodoxes vieux-croyants en Biélorussie. Les Vieux-croyants de Biélorussie sont une minorité dans la minorité russe du pays.
Le chef de l'Église, Président du Conseil central, est Alexandre Nikolaïevitch Belov (depuis le 12 octobre 2010).
L'Église est membre du Conseil unifié de l'Église vieille-orthodoxe pomore.

## Histoire

### Réformes du patriarche Nikon et Raskol
En 1653, le patriarche de Moscou Nikon introduit des modifications dans le rituel pour le rapprocher de l'usage byzantin. Ces réformes soulèvent la réprobation des traditionalistes de l'Église orthodoxe russe menés par l'archiprêtre Avvakoum,,. Le concile de 1666-1667 entérine les réformes et prononce l'anathème contre les opposants en les déclarant schismatiques. Ce schisme est généralement appelé « raskol » ou « raskol nikonien » (никонианский раскол) [par les Vieux-croyants]. Les Vieux-croyants vont être persécutés par l'État et l'Église officielle, avec une sévérité variable, jusqu'à la fin de l'Empire russe. Du fait de la répression, des communautés de Vieux-croyants s'installent aux confins de l'Empire ou fuient et s'installent en dehors, notamment dans la république des Deux Nations.
Vers 1710, les Vieux-croyants se divisent en deux branches :
- les Vieux-croyants presbytériens (« avec prêtres ») ne renoncent pas au sacerdoce. Ils acceptent le ralliement de prêtres ordonnés dans l'Église « nikonienne » et cherchent à rétablir une Église avec une triple hiérarchie ;
- les Vieux-croyants non-presbytériens (« sans prêtres ») renoncent définitivement au sacerdoce, considérant qu'il n'y a plus dans le monde une hiérarchie orthodoxe légitime.

### Vieux-croyants pomores et nouveaux-pomores
L'Église vieille-orthodoxe pomore ou « confession de Danilov » fut fondée en Carélie orientale par Danila Vikouline et les frères Denissov.

### Installation des Vieux-croyants en Biélorussie
Des colonies de Vieux-croyants ont commencé à être fondées sur le territoire moderne de la région de Vitebsk au moins à partir du début du XVIIIe siècle. En 1735, la première vague de colonies de Vieux-croyants a atteint les forêts de Babrouïsk et de Borissov. En 1765, la deuxième vague de Vieux-croyants s'installa à Babrouïsk et dans les environs. À la fin du XVIIIe siècle, les Théodosiens (Fedosseïevites ou Vieux-Pomores) prévalaient parmi les Vieux-croyants non-presbytériens sur le territoire de la Biélorussie moderne mais il y avait également des Pomores (ou Nouveaux-Pomores) et des Philippovites.
À partir du milieu du XIXe siècle, la plupart des communautés théodosiennes se sont transformées en communautés pomores, au fur et à mesure de leur acceptation du mariage. Ce processus de transition était pratiquement achevé au milieu du XXe siècle (en 1985 pour la communauté de Vitebsk).

### Empire russe
En 1905 (Révolution russe de 1905), l'Édit de tolérance religieuse de Nicolas II met fin aux persécutions étatiques des Vieux-Croyants qui cessent aussi d'être appelés schismatiques. S'ouvre alors une période d' « Âge d'or », qui va durer une dizaine d'années jusqu'à la révolution bolchevique, pendant laquelle les Vieux-croyants vont pouvoir jouir de la liberté religieuse.

### République socialiste soviétique de Biélorussie
Après l'occupation (1940), puis l'annexion des Pays baltes (1944-1991), le Conseil suprême des Vieux-croyants situé à Vilnius en Lituanie n'a pas été fermé et est devenu de fait l'organe central de l'ensemble de l'Église vieille-orthodoxe pomore, lui donnant du même coup une reconnaissance légale. Les Assemblées qui y eurent lieu en 1966 et 1974 réunirent des délégués venant de l'ensemble de l'Union, et donc de Biélorussie. La dernière réunion du Conseil de l'époque soviétique y a eu lieu en 1988, après quoi le processus de formation de différents Conseils locaux dans les différentes Républiques, puis dans les nouveaux États issus de la dislocation de l'URSS a commencé.

### Histoire moderne
Le conseil central de l'Église vieille-orthodoxe pomore de Biélorussie est créé en 1998, à l'issue d'un congrès réunissant les représentants de 15 communautés locales.

## Doctrine et pratiques
L'Église vieille-orthodoxe pomore de Biélorussie, conformément aux caractéristiques canoniques et historiques de l'Église vieille-orthodoxe pomore, n'a pas une triple hiérarchie (diacres, presbytres [prêtres], évêques), mais selon ses traditions et sa doctrine, elle est une et indivisible. Il existe un rite du service divin non sacerdotal. Toutes les fonctions sont occupées par des laïcs.
L'Église reconnaît tous les sacrements de l'Église orthodoxe mais ne peut en accomplir que deux, faute de prêtres : le sacrement du baptême et le sacrement du repentir (confession), qui sont autorisés aux laïcs. L'Église reconnaît et célèbre le rite du mariage.

## Organisation
L'Église est dirigée par le Président du Conseil central.
Au niveau international, le Conseil central de l'Église de Biélorussie est membre du Conseil unifié de l'Église vieille-orthodoxe pomore (nouveau nom depuis 2001, du Conseil international de coordination, créé en 1992).

### Structure territoriale
Les communautés locales, très autonomes, adhèrent à l'Église en acceptant la Charte qui la régie.
En 2013, l'Église compte 31 communautés : 18 dans la région de Vitebsk, 6 dans la région de Moguilev, 3 dans la région de Minsk, 2 dans la ville de Minsk, 1 dans la région de Gomel et 1 dans la région de Grodno (pas de communauté dans la région de Brest-Litovsk).

### Communautés locales par région (voblast)
- Région de Gomel
  - Gomel 1
  - Gomel 2
  - Miltcha
  - Jgouno-Bouda
- Région de Grodno
  - Lechtchinovo
- Région de Moguilev
  - Babrouïsk 1[9]
  - Babrouïsk 2
  - Babrouïsk 3
  - Bogouchovka
  - Kapoustino
  - Tourkovskaïa Sloboda
- Région de Minsk & Minsk
  - Baryssaw[10]
  - Minsk
  - Mostichtche
  - Svir
- Région de Vitebsk
  - Apidomy
  - Braslav
  - Boulovichki
  - Bouïevchtchine
  - Drouïa
  - Germanovitch
  - Kirilino
  - Koublichtchino
  - Koukliany
  - Lastovitch
  - Mikolyantsy
  - Minkovitch
  - Polotsk[11], église construite en 1997
  - Charkovchtchina
  - Vidzy[12], église construite en 1907
  - Vitebsk 1
  - Vitebsk 2
  - Voronka
  - Zalessye

## Mouvements centrifuges
En 2002, un conflit a eu lieu dans la communauté de Minsk. Viatcheslav Klementiev, un de ses responsables, a fini par quitter la communauté, entraînant à sa suite une partie des membres, pour rejoindre l'Église orthodoxe de Biélorussie (patriarcat de Moscou). Une paroisse de rite russe ancien a été érigée à Minsk au sein de l'Église orthodoxe de Biélorussie la même année.